# Honningsvåg
Honningsvåg (nordsamisk: Áváhki eller Honnesváhki) er en norsk by i Nordkapp kommune i Troms og Finnmark fylke. Honningsvåg havde 2 367 indbyggere per 1. januar 2009. Honningsvåg hævder at være den nordligste by i verden, men titlen bestrides af Hammerfest, Norge, Utqiagvik, Alaska, og Longyearbyen, Svalbard.

## Stedet
Honningsvåg har siden 1999 været forbundet med fastlandet via en næsten 7 km lang tunnel. Honningsvåg ligger ved E69 35 km syd for Nordkapplateauet og Nordkapphallen. Beliggenheden giver Honningsvåg travl turisttrafik om sommeren. Honningsvåg har flyforbindelse med blandt andet Oslo via Tromsø fra Honningsvåg Lufthavn, Valan ca 5 km fra Honningsvåg.
Honningsvåg kirke fra 1885 er eneste bygning fra før den tyske tvangsevakuering og nedbrænding af Finnnmark ved slutningen af anden verdenskrig.

## Honningsvågs bystatus
Nordkapp kommune vedtog bystatus for Honningsvåg fra 1. oktober 1996.
Honningsvåg fik status som Norges sommerby i 2006, en kåring markedsført af NRK.

## Honningsvåg kommer på verdenskortet 2011
NRK2 sender direkte fra MS Nordnorge tirsdag 21. juni 2011. Det kan ses verden over på internettet.